# Vuelta a Guatemala
Die Vuelta a Guatemala (dt. Guatemala-Rundfahrt) ist ein guatemaltekisches Straßenradrennen.
Das Rennen wurde 1957 zum ersten Mal ausgetragen und findet seitdem jährlich im Herbst statt. Organisator ist die Federacion Nacional de Ciclismo de Guatemala, der guatemaltekische Radsportverband. Seit 2005 zählt das Etappenrennen zur UCI America Tour und ist in die Kategorie 2.2 eingestuft. Rekordsieger sind Aureliano Cuque, José Patrocinio Jiménez, Edin Roberto Nova, Roman Villalobos und Juan Mardoqueo Vasquez, die das Rennen jeweils zweimal für sich entscheiden konnten.
Der Sieger der Austragung 2004, Lizandro Ajcú, wurde nachträglich wegen Doping disqualifiziert. Es war der größte Dopingfall in der Geschichte des Rennens. Neun Fahrer wurden positiv getestet, darunter die ersten vier der Gesamtwertung. Auch der Sieger von 2009, Nery Velásquez, wurde positiv getestet und disqualifiziert.

## Sieger
- 2024  Róbinson Fabián López Rivera
- 2023  Sebastian Brenes
- 2022  Juan Mardoqueo Vasquez
- 2020  Juan Mardoqueo Vasquez
- 2019  Manuel Rodas
- 2018  Alfredo Esteban Ajpacaja
- 2017  Manuel Rodas
- 2016  Roman Villalobos
- 2015  Roman Villalobos
- 2014  Alex Caño
- 2013  Óscar Sánchez
- 2012  Ramiro Rincón
- 2011 keine Austragung
- 2010  Giovanny Báez
- 2009  Juan Carlos Rojas
- 2008  Manuel Medina
- 2007  Carlos López
- 2006  Juan Carlos Rojas
- 2005 keine Austragung
- 2004  Paulo Vargas
- 2003  César Salazar
- 2002  Víctor González
- 2001  Gregorio Ladino
- 2000  Alberto Fermín Méndez
- 1999  Fernando Wilfredo Escobar
- 1998  José Ismael Sarmiento
- 1997  Luis Muj
- 1996  Graciano Fonseca
- 1995  Jairo Hernández
- 1994  Eliécer Valdez
- 1993  José Robles
- 1992  José Castelblanco
- 1991  Andrés Brenes
- 1990  Adolfo Rico
- 1989  Dinael Vargas
- 1988  Edin Nova
- 1987  Orlando Castillo
- 1986  Josué López
- 1985  Héctor Patarroyo
- 1984  Víctor Castañeda
- 1983  Edin Nova
- 1982  Rafael Tolosa
- 1981  Héctor Dubón
- 1980  Samuel Cabrera
- 1979  Bernardo Colex
- 1978  Carlos Alvarado
- 1977  José Patrocinio Jiménez
- 1976  José Patrocinio Jiménez
- 1975  Manuel Ceja
- 1974 keine Austragung
- 1973  Luis Tobar
- 1972  Samuel Herrera
- 1971  Mario Nufio
- 1970  José Abelda
- 1969  Fulgencio Sánchez
- 1968  Manuel Galera
- 1967  Benigno Rustrián
- 1966  Saturnino Rustrián
- 1965  José Segú
- 1964  Rubén Darío Gómez
- 1963  Juan Pontaza
- 1962  Esteban Martín Jiménez
- 1961  Aureliano Cuque
- 1960  Jorge Luque
- 1959  Aureliano Cuque
- 1958  Hernán Calderón
- 1957  Jorge Surqué

## Vuelta de la Juventud Guatemala
Die Vuelta de la Juventud Guatemala ist die Landesrundfahrt für Nachwuchsfahrer. Folgende Fahrer konnten das Rennen bisher gewinnen:
- 2013  Nervin Jiatz
- 2012  Alder Torres
- 2011  Walter Escobar
- 2010  Dorian Monterroso
- 2009  Asbel Rodas
- 2008  Fredy Colop
- 2007  Edgar Och
- 2006  Julian Yac
- 2005  Johnny Morales
- 2004  Lizandro Ajcú
- 2003  Johnny Morales
- 2002  Nery Velásquez
- 2001  Nieves Carrasco
- 2000  Guillermo Torres
- 1999  Guillermo Torres
- 1998  Fernando Wilfredo Escobar
- 1991  Antón Villatoro